# Egon Plovier
Egon Plovier (ca. 1965) is een Belgisch zeilwagenracer.

## Levensloop
Hij werd wereldkampioen in het zeilwagenrijden klasse 3 in 2008 in het Argentijnse Rada Tilly en in 2018 in het Duitse Sankt Peter-Ording. Daarnaast won hij zilver op het WK 2006 in het Franse Le Touquet. Tevens werd hij Europees kampioen in het Britse Hoylake in 2007 en in het Nederlandse Terschelling in 2019. Ook won hij driemaal zilver op een EK.
Hij is woonachtig in Oostende.